# Longtin & Le Hardy de Beaulieu
Longtin & Le Hardy de Beaulieu war ein belgischer Hersteller von Automobilen aus Brüssel.

## Unternehmensgeschichte
Honoré Longtin und Charles Le Hardy de Beaulieu importierten und vertrieben Automobile von C.G.V. Außerdem produzierten sie ab 1901 eigene Fahrzeuge. 1904 endete die Produktion. 1905 wurde das Unternehmen aufgelöst.

## Fahrzeuge
Das erste Modell 1901 war ein Kleinwagen mit Frontmotor und Kardanantrieb. Zur Wahl standen Einzylinder- und Zweizylindermotoren. 1902 standen vier Modelle zur Auswahl: 8 CV, 10 CV, 12 CV sowie das Vierzylindermodell 20 CV mit Kettenantrieb.